# Bio - Construindo uma Vida
Bio - Construindo uma Vida é um filme brasileiro de ficção científica de 2019 dirigido e escrito por Carlos Gerbase. O filme simula um documentário ficcional que reúne diversos personagens relatando a história de vida de um homem que viveu entre 1959 e 2070. Entre o elenco que reúne 39 atores, destacam-se as atuações de Maria Fernanda Cândido, Marco Ricca, Maitê Proença, Tainá Müller, Werner Schünemann e Sheron Menezzes.
Bio teve sua première no Festival de Gramado em 24 de agosto de 2017 e foi lançado nos cinemas do Brasil em 4 de abril de 2019 pela Bretz Filmes. O filme foi considerado como inovador e experimental, e foi recebido com críticas mistas, que em geral elogiaram o elenco e a fotografia, mas criticaram a montagem confusa do filme. No 45° Festival de Gramado, recebeu o Troféu Kikito nas categorias de melhor som, melhor filme do público e menção especial do júri.

## Sinopse
Nascido em 1959 e falecido em 2070, um homem possuía uma patologia peculiar que o impedia de mentir. Após seu falecimento, amigos e familiares se reuniram para recordar momentos especiais que compartilharam com ele, criando um retrato fascinante de sua biografia.

## Elenco
- Maria Fernanda Cândido como Exobióloga
- Werner Schünemann como Professor
- Marco Ricca como Psicólogo
- Maitê Proença como Filha Médica
- Sheron Menezzes como Habitante de Encelado
- Tainá Müller como Neta/Biógrafa
- Rosane Mulholland como Filha/Neurocientista
- Bruno Torres como Filho Neuropsiquátra
- Felipe Kannenberg como Pastor/Diretor do Colégio
- João Pedro Corrêa Alves como Vizinho
- Charlie Severo como Diretor do Colégio
- Mateus Almada
- Giulia Góes
- Luciano Mallmann

## Produção

### Antecedentes e Concepção
A trajetória de Carlos Gerbase no cinema gaúcho e brasileiro é marcada por momentos extremamente significativos. Além de co-fundar a Casa de Cinema de Porto Alegre com Jorge Furtado e outros oito sócios, ele desempenhou um papel ativo no movimento superoitista (destaque para o longa "Inverno") e dirigiu, junto com Giba Assis Brasil, o seminal Verdes Anos, uma fonte de renovação para a produção audiovisual na terra de Teixeirinha.
Gerbase confrontou-se, no início do filme, com uma pergunta: "O que aconteceria se um documentarista pudesse viajar no tempo e capturar depoimentos sobre a vida de alguém no calor dos acontecimentos, sem a nostalgia de quem relembra eventos enterrados no passado distante?". Sua resposta o levou ao futuro (2070) e se tornou um roteiro que ele escreveu sozinho, resultando em um filme que oferece ao espectador "uma narrativa fragmentada, porém emocional, sobre a longa e tumultuada existência de um biólogo na segunda metade do século 20 e nos primeiros 70 anos do século 21, vivida com uma sede imensa de conhecimento".
O cineasta acredita que Bio - Construindo uma Vida é um filme que continua e aprofunda o tema principal de seus filmes anteriores (desde "Sal de Prata): "a imaginação como a força motriz do ser humano". Em Bio, o desafio de imaginar é deixado para o público: cada espectador deve criar em sua mente o personagem principal. Não é uma neurose (como em Sal de Prata), nem uma necessidade (como em 3 Efes), nem uma psicose (como em Menos que Nada). É um exercício narrativo para o outro, alguém que eu não conheço, mas em quem confio", compartilha o diretor.

### Desenvolvimento

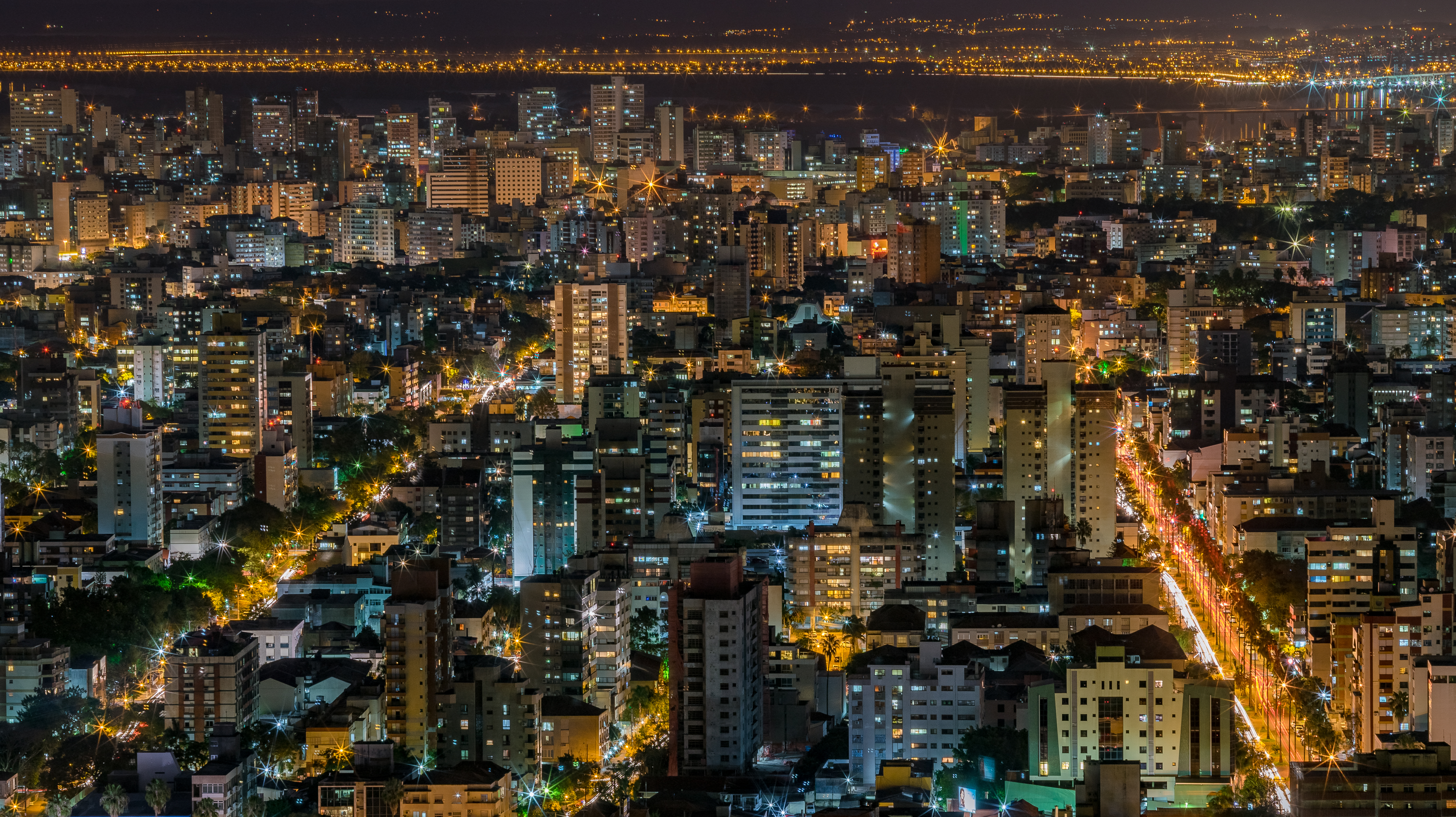
O filme foi gravado em Porto Alegre, capital do Rio Grande do Sul.

O orçamento do filme foi estimado em 1 milhão de reais. As filmagens ocorreram em um estúdio de Porto Alegre entre dezembro de 2015 e janeiro de 2016, e, ao todo, a produção é composta por 13 histórias e núcleos de personagens. O filme é composto por um elenco formado por 39 atores. O processo de montagem do filme, assinado por Milton do Prado, durou um ano para ser finalizado.

## Lançamento
Bio teve sua première mundial em 24 de agosto de 2017 durante o 45° Festival de Gramado, no Rio Grande do Sul. No mesmo ano, foi selecionado para a mostra Première Brasil: Hors Concours, do Festival do Rio. Em seguida, estreou internacionalmente, no Uruguai, sendo exibido no Festival Internacional de Cinema de Punta del Este em 21 de fevereiro de 2018. No Brasil, o filme estreou comercialmente em 4 de abril de 2019 pela Bretz Filmes.

## Recepção

### Bilheteria
Bio teve um lançamento limitado nas salas de cinema e não alcançou sucesso comercial. O filme foi lançado em 17 salas de cinema espalhadas pelo Brasil. Ao todo, registrou um público de apenas 896 espectadores e gerou uma receita de R$ 13.374, de acordo com dados do Anuário Estatístico do Cinema Brasileiro de 2019, publicado pela Ancine.

### Análise da crítica
Bio recebeu avaliações mistas dos críticos em geral, que elogiaram a direção de fotografia e as atuações, particularmente de Maria Fernanda Cândido, Marco Ricca, Sheron Menezzes, Tainá Müller, Maitê Proença e Werner Schünemann, no entanto sofreu críticas no que diz respeito a montagem do filme, que foi considerada confusa ao passo que se iam apresentando as diferentes etapas de vida do biografado. No agregador AdoroCinema, a obra possui uma média de 2,8 de 5 estrelas () com base em sete resenhas críticas publicadas na imprensa. A crítica do próprio site diz: "Este é, de fato, um filme irreverente e original, mas que se perdeu no trajeto entre a construção da ideia até sua execução". O filme recebeu aplausos durante sua estreia no Festival de Gramado. O júri do festival o recebeu positivamente, concedendo prêmios especiais de melhor filme e melhor direção. A audiência do evento também o elegeu como melhor filme do festival na competição de longas-metragens brasileiros.
Robledo Milani, dando nota 2,5 para o Papo de Cinema, escreveu que, apesar do desempenho impressionante do elenco, o filme "sucumbe à experimentação, deixando de lado possibilidades concretas para investir em concepções frágeis. A ação em Bio inexiste - ela se passa quase que exclusivamente no campo da imaginação - e tudo a que temos acesso são os depoimentos destas 39 pessoas escolhidas para relatar a trajetória deste homem. Assim, temos quase quatro dezenas de atores sozinhos, sentados diante de uma câmera, detalhando eventos e impressões. Um documentário tradicional, caso fosse feito sob esse formato, seria inevitavelmente acusado de ultrapassado, antiquado, desprovido de criatividade".
Caio Lopes, do Observatório de Cinema, pontuou: "O elenco variado e cheio de nomes talentosos – que vão de Marco Ricca a Maitê Proença – se limita à tarefa de falar do mesmo único personagem, nem sempre tendo o tempo de apresentar histórias próprias. [...] Porém a maior fraqueza está na obsolescência da figura central". Já Daniel Schenker diz que os atores estavam íntimos com a proposta do filme: "A decisão de desenvolver a história até o futuro (começa em 1959 e termina em 2070) reforça o caráter inventivo deste filme de Carlos Gerbase, valorizado pela sintonia do elenco com a proposta".
O crítico d'O Estado de S.Paulo, Luiz Zanin Oricchio, saiu em defesa do filme e escreveu que "Leva-se um tempo para entrar na história, mas, quando se consegue, a ficção te carrega a numa aventura narrativa super interessante. Muito bem fotografado, e com rostos de mulheres formidáveis como narradoras, do tipo Tainá Müller, Maria Fernanda Cândido e Maitê Proença". Thalesa de Menezes, para a Folha de S.Paulo, escreveu que, apesar da boa ideia do filme, apresenta "muitos personagens e uma estrutura de narração inventiva. Mas é justamente o formato incomum do filme do cineasta Carlos Gerbase que deixa ideias e seus quase 40 personagens um tanto sufocados".

### Prêmios e indicações
| Ano  | Associações                   | Categoria                           | Nomeações                       | Resultado | Ref.   |
| ---- | ----------------------------- | ----------------------------------- | ------------------------------- | --------- | ------ |
| 2017 | Festival de Cinema de Gramado | Mehor Som                           | Augusto Stern e Fernando Efron  | Venceu    | [ 1 ]  |
| 2017 | Festival de Cinema de Gramado | Prêmio do Júri de Melhor Filme      | Bio - Construindo uma Vida      | Venceu    | [ 1 ]  |
| 2017 | Festival de Cinema de Gramado | Prêmio da Audiência de Melhor Filme | Bio - Construindo uma Vida      | Venceu    | [ 1 ]  |
| 2017 | Festival de Cinema de Gramado | Menção do Júri                      | Carlos Gerbase                  | Venceu    | [ 1 ]  |
| 2017 | Festival de Cinema de Gramado | Prêmio Especial da Audiência        | Carlos Gerbase e Luciana Tomasi | Venceu    | [ 1 ]  |
| 2017 | Festival do Rio               | Melhor Filme                        | Bio - Construindo uma Vida      | Indicado  | [ 17 ] |